# 山下知子
山下知子（日语：ヤマシタ トモコ，1981年5月9日—） （又譯山下朋子）日本漫畫家。

## 經歷
2005年以《ねこぜの夜明け前》獲得Afternoon四季賞而出道，創作類型有BL、女性向及青年向。
2007年以《居酒屋明樂》獲得《這本漫畫真厲害！》的BL部門第一位。2010年年底以《HER》、《女孩，別哭❤》分別獲得《這本漫畫真厲害！2011》女性篇第一、二位。
作品《異國日記》於2019年、2020年分別獲得《這本漫畫真厲害！》女性篇第4位及第10位。

## 作品列表
- 居酒屋明樂（東京漫画社 MARBLE COMICS） 2007年3月15日、ISBN 978-4-902671-89-6
- タッチ・ミー・アゲイン（Libre出版 BE・BOY COMICS） 2008年1月10日、ISBN 978-4-86263-331-6
- 愛的黑羽翼（東京漫画社 MARBLE COMICS）2008年1月17日、ISBN 978-4-904101-05-6
- 愛照亮了愛（宙出版 melow melow COMICS） 2008年8月27日、ISBN 978-4-7767-9496-7
- 戀愛情事（東京漫画社 MARBLE COMICS）2008年11月18日、ISBN 978-4-904101-32-2
- 薔薇の瞳は爆弾（Libre出版 BE・BOY COMICS） 2008年12月10日、ISBN 978-4-86263-514-3
- 愛戀黑咖啡（Frontier Works DARIA COMICS） 2009年7月22日、ISBN 978-4-86134-349-0
- Love,Hate,Love（祥伝社 FEEL COMICS） 2009年9月8日、ISBN 978-4-396-76470-8
- MO'SOME STING（リブレ出版 ZERO COMICS） 2009年9月10日、ISBN 978-4-86263-667-6
- 型男就是我！（東京漫画社 MARBLE COMICS） 2009年9月17日、ISBN 978-4-904101-54-4
- HER（《FEEL YOUNG》2009年11月号 - 2010年4月号連載、祥伝社 FEEL COMICS） 2010年7月8日、ISBN 978-4-396-76496-8
- 女孩，別哭❤(《Kurofune ZERO》2008年夏号～2009年夏号連載、Libre出版 ZERO COMICS）2010年7月9日、ISBN 978-4-86263-806-9
- 呼喚愛情的·鏡球·魔法（祥傳社 FEEL COMICS） 2011年4月8日、ISBN 978-4-396-76519-4
  - 美麗的森林（《FEEL YOUNG》2011年2月号）
  - 呼喚愛情的鏡球魔法（《FEEL YOUNG》2010年10月号 - 2011年1月号連載）
  - don't TRUST over TEEN（《月刊flowers》2009年4月号）
  - blue（《YOU》2009年17号）
  - 總有一天等到妳那不可思議的乳房（《FEEL YOUNG》2010年8月号）
  - KAREN（《FEEL YOUNG》2010年9月号）
  - 黑檀色橄欖（《FEEL YOUNG》2008年11月号）
- 裸で外には出られない（《chorus》及繼承誌《Cocohana》中不定期連載、2012/8/24、集英社 Margaret Comics） ISBN 978-4-08-846822-8
- BUTTER!!!─熱舞青春─（《月刊Afternoon》2010年2月号 - 2013年4月号、全6卷、2010/7/23 - 2013/5/23、講談社 Afternoon KC）
- 撒旦·甜心（講談社 Afternoon KC） 2012年3月23日、ISBN 978-4-063-87815-8
  - edge of her（未發表）
  - イナズマ（未發表）
  - 撒旦·甜心（未發表）
  - ねこぜの夜明け前（《月刊Afternoon》2005年10月号）
  - ビューティフルムービー（《月刊Afternoon》2008年5月号）
  - MUD（《月刊Afternoon》2012年3月号）
- 戀情觀測站(Libre出版 Beeboy Comics DX）2012年12月10日、ISBN 978-4-79971-239-9
  - Stroboscope（《泣けるBL》）
  - Chain gang（《b-BOY Kichiku》おもらし特集）
  - good morning,bad day（《onBLUE》（祥傳社）Vol.4）
  - Devil’s thoroughbred（《onBLUE》（祥傳社）Vol.6（以同人誌發表的作品））
- 日波里的清晨（《FEEL YOUNG》2012年4月号- 2013年6月号連載、全2卷、2012/8/8 - 2013/7/8、祥傳社 Feel Comics）
- くうのむところにたべるとこ（《Cocohana》2012年9月号 - 2014年2月号、集英社 Margaret Comics）2014年2月25日、ISBN 978-4-08-845173-2
- 三角窗外是黑夜（《月刊MAGAZINE BE×BOY》2013年4月号 - 連載中、已發行7卷、Libre出版 Kurofune Comics）
- 男孩懵懂狂妄，膽小又調皮(《onBLUE》Vol.7 - vol.10、祥傳社 Feel Comics on blue) 2013年10月25日、ISBN 978-4-396-78339-6
- 命運的女孩（講談社 Afternoon KC）2014/8/22、ISBN 978-4-06-387993-3
  - 無敵（《月刊Afternoon》2014年2月号）
  - 妳是STAR（《good! Afternoon》2014年9月号）
  - 不咒姬與檻之塔（《月刊Afternoon》2014年9月号）
- 花井沢町公民館便り（《月刊Afternoon》2014年10月号 - 2016年5月号、全3卷、2015/3/23 - 2016/9/23、講談社 Afternoon KC）
- ヤマシタトモコのおまけ本(祥伝社 Feel Comics FCswing) 2015年11月7日、ISBN 978-4-396-76659-7
- WHITE NOTE PAD –空白筆記本–（《FEEL YOUNG》2015年3月号 - 2016年11月号、全2卷、祥傳社 Feel Comics FCswing）
- 異國日記(《FEEL YOUNG》2017年7月号 - 2023年7月、全11卷、祥傳社 Feel Comics FCswing)

### 插畫集
- ヤマシタトモコ10周年記念イラスト集 (祥傳社) 2016年4月25日、ISBN 978-4-396-46054-9

### 對談、訪談
- ヤマシタトモコのおはなし本(祥傳社) 2015年12月4日、ISBN 978-4-396-46053-2

### 裝幀畫
- 鬼籍通覧シリーズ 7～8卷（著：椹野道流、2014年4月3日 - 2017年10月5日、講談社Novels）

池魚の殃、ISBN 978-4-06-182746-2
南柯の夢、ISBN 978-4-06-299037-0
- BL古典セレクション1 竹取物語 伊勢物語（著：雪舟えま、2018年10月5日、左右社）ISBN 978-4-86528-212-2